# Linda Woolverton
Linda Woolverton (* 19. Dezember 1952 in Long Beach, Kalifornien) ist eine US-amerikanische Drehbuchautorin sowie Musical- und Buchautorin.

## Leben
Linda Woolverton spielte als Kind bereits Theater. Sie absolvierte die California State University, Long Beach und die California State University, Fullerton 1976 mit dem Master-Abschluss für Kinder-Theater-Pädagogik. Die nächsten Jahre leitete sie ihre eigene Kindertheater-Company. 1980 wurde sie Programmmanagerin bei CBS für Kindersendungen, zu dieser Zeit begann sie das Schreiben und 1986 und 1987 erschienen zwei Jugendromane von ihr. Ab da schrieb sie Zeichentrick-Episoden für Die Ewoks, Dennis und Teen Wolf. Sie bewarb sich selbst bei den Walt Disney Animation Studios und wurde zu einem Vorstellungsgespräch geladen. Ihr erstes großes Projekt wurde dann Die Schöne und das Biest von 1991. Sie blieb bei Disney dauerhaft tätig.
1994 wurde ihre Musical-Adaption Die Schöne und das Biest am Broadway uraufgeführt, hierfür wurde sie für einen Tony Award nominiert. 1998 folgte das Musical Aida sowie 2006 Lestat. Große filmische Erfolge waren Alice im Wunderland (2010) und Maleficent – Die dunkle Fee (2014).

## Filmografie (Auswahl)
- 1986: Die Ewoks (Star Wars: Ewoks, Fernsehserie, 2 Folgen)
- 1986: Dennis (Dennis the Menace, Fernsehserie, 65 Folgen)
- 1986–1987: Teen Wolf (Fernsehserie, 8 Folgen)
- 1991: Die Schöne und das Biest (Beauty and the Beast)
- 1993: Zurück nach Hause – Die unglaubliche Reise (Homeward Bound: The Incredible Journey)
- 1994: Der König der Löwen (The Lion King)
- 2007: Königreich Arktis (Arctic Tale, Dokumentarfilm)
- 2010: Alice im Wunderland (Alice in Wonderland)
- 2014: Maleficent – Die dunkle Fee (Maleficent)
- 2016: Alice im Wunderland: Hinter den Spiegeln (Alice Through the Looking Glass)
- 2019: Maleficent: Mächte der Finsternis (Maleficent: Mistress of Evil)